# 福元路
福元路为湖南省长沙市城北开福区境内主干道，呈东西走向。道路全长7.14公里，西起芙蓉北路京广铁路涵洞，南至博览路与开元路对接。福元路是长沙市总体路网规划中东西向城市主干道，也是城北通向长沙县城区星沙（长沙经济技术开发区）的快速通道。路幅宽46米，双向6车道，总投资为2.52亿元，分两期建设。一期为芙蓉北路京广铁路涵洞至二环线，路段长2.91公里，于2004年10月竣工通车。二期为二环线至博览路，路段长4.23公里（其中长沙县境内500米），2007年10月1日竣工通车。